# 米凱爾·索加德
米凱爾·索加德（丹麥語：Michael Søgaard，1969年2月4日—），是一名已退役丹麥男子羽球運動員。
米凱爾·索加德於1992年在丹麥國家隊首次亮相。此後他贏得了許多丹麥比賽。他代表Kastrup-Magleby羽球俱樂部，贏得了十項全國冠軍頭銜。他在世界羽球錦標賽上獲得三枚銅牌，並在世界大獎賽總決賽中獲得混合雙打冠軍。
索加德曾代表丹麥參加1996年湯姆斯盃。在與印尼對陣的決賽中，他與亨利克·史瓦勒一起擔任第二雙打，以7:15、18:14、8:15敗給邦邦·蘇普里昂托/郭宏源組合。最終丹麥隊以0-5輸球而獲得亞軍。

## 外部連結
- 米凱爾·索加德在世界羽球聯盟的登錄資料